# Oh Ji-hwan
Oh Ji-hwan (Gunsan, Jeolla del Norte, 12 de marzo de 1990) es un campocorto surcoreano de béisbol profesional que juega para los LG Twins de la KBO.

## Carrera amateur
Mientras asistía a la escuela secundaria Kyunggi en Seúl, Oh fue considerado uno de los mejores prospectos de campocorto en la liga de béisbol de la escuela secundaria coreana junto con An Chi-hong. Oh también fue un lanzador de poder que ocupó el puesto número uno en la rotación inicial de su equipo.
En 2008, fue seleccionado para el equipo nacional de béisbol juvenil de Corea del Sur para competir en el Campeonato Mundial de Béisbol Juvenil, donde reclamaron su quinto título de torneo. Oh jugó en los ocho partidos del equipo como jugador de cuadro, bateador designado y lanzador de relevo, y fue incluido en el equipo del torneo All-Star como bateador designado.

## Carrera profesional
Oh fue seleccionado por los LG Twins en la primera ronda del Draft KBO 2009 e hizo su debut profesional el 12 de septiembre de 2009. Tuvo un turno al bate como bateador emergente en ese juego, ponchando al lanzador de SK Wyverns, Gary Glover. en la parte superior de la séptima entrada. Apareció en sólo cinco juegos con los Mellizos en 2009, consiguiendo un hit y ponchando cinco veces en nueve turnos al bate.
El 27 de marzo de 2010, Oh conectó su primer jonrón de la liga profesional frente a Yoon Sung-hwan en el juego del Día Inaugural de la KBO de 2010, con 2 de 4 y tres carreras en la victoria por 7-5 sobre los Samsung Lions. Durante la temporada 2010, Oh fue lo suficientemente impresionante como para ganarse el puesto de campocorto titular de los Mellizos sobre otros candidatos. Lideró la liga en ponches con 137, pero impulsó 61 carreras, la mayor cantidad de un campocorto en la historia del equipo en una sola temporada, y conectó 13 jonrones, la mayor cantidad entre los campocorto titulares de la liga

## Carrera internacional
Después de la temporada 2010, Oh fue seleccionado para el equipo nacional de béisbol de Corea del Sur para competir en la Copa Intercontinental celebrada en Taichung.
En 2018, representó a Corea del Sur en los Juegos Asiáticos de 2018.